# Twixt Love and Fire (film, 1913)
Pour les articles homonymes, voir Twixt Love and Fire et Twixt.
Pour plus de détails, voir Fiche technique et Distribution.
Twixt Love and Fire est un film muet américain réalisé par Henry Lehrman sorti en 1913.

## Fiche technique
Source principale de la fiche technique :
- Titre : Twixt Love and Fire
- Réalisation : Henry Lehrman
- Producteur : Mack Sennett
- Studio de production : The Keystone Film Company
- Distribution : Mutual Film Corporation
- Pays de production : États-Unis
- Format : Noir et blanc - 1,37:1 - Format 35 mm
- Langue : film muet intertitres anglais
- Genre : Comédie
- Durée : ½ bobine
- Date de la sortie : États-Unis : 19 mai 1913

## Distribution
Source principale de la distribution :
- Charles Avery :
- Edgar Kennedy :

## Autour du film
Il ne faut pas confondre ce film avec son homonyme Twixt Love and Fire réalisé par George Nichols et sorti l'année suivante toujours à la Keystone.